# Reprezentacja Ukrainy w hokeju na lodzie kobiet
Reprezentacja Ukrainy w hokeju na lodzie kobiet – narodowa żeńska reprezentacja tego kraju. Nie należy do żadnej dywizji.
Od 2020 głównym trenerem kadry jest Jewhen Alipow.

## Starty w Mistrzostwach Europy
- 1993 – 11. miejsce
- 1995 - 14. miejsce

## Starty w Igrzyskach Olimpijskie
- Ukrainki nigdy nie zakwalifikowały się do Igrzysk Olimpijskich.